# Xã Canadian, Quận Mississippi, Arkansas
Xã Canadian (tiếng Anh: Canadian Township) là một xã thuộc quận Mississippi, tiểu bang Arkansas, Hoa Kỳ. Năm 2010, dân số của xã này là 483 người.